# Luís Athayde
Luís Miguel Franco da Silva de Athayde (Leiria, Leiria, 18 de Julho de 1930) é um cavaleiro tauromáquico português. 

## Biografia
Tendo como mestres os cavaleiros José Tanganho, Ruy da Câmara e Fernando Sommer de Andrade, Luís Athayde atuou pela primeira vez em público em Leiria, em 1945. Debutou na Monumental do Campo Pequeno, em Lisboa, a 4 de abril de 1954, ocasião em que partilhou cartel com o seu irmão mais novo, José Athayde , David Ribeiro Telles, Manuel Sabino e Varela Cid.
Exibindo-se por diversas vezes em parelha com José Athayde, tomou com este a alternativa de cavaleiro tauromáquico, no Campo Pequeno, a 22 de junho de 1955, tendo como padrinho o célebre Simão da Veiga. 
Na sua carreira, embora curta, obteve vários êxitos nas praças portuguesas e actuou na corrida da inauguração da praça de toiros da Monumental de Lourenço Marques, atual Maputo.

### Família
Filho primogénito de Luís da Silva de Ataíde (Leiria, Sé, 22/23 de Outubro de 1909 - Leiria, Sé, 21 de Fevereiro de 1985), 5.° neto duma Espanhola, 8.° neto do 14.° Senhor de la Higuera de Vargas e 9.° neto da 6.ª Marquesa de Espinardo, e de sua mulher (Leiria, Leiria, Sé de Leiria, 8 de Junho de 1929) Maria Fernanda de Almeida Lopes Franco (Leiria, Sé, 8 de Março de 1909 - Lisboa, Campo Grande, 17 de Março de 1981), sobrinha-neta do 1.° Visconde de Palma de Almeida e 1.° Conde de Palma de Almeida.
Cunhado do escultor Charters de Almeida.